# 5時に夢中!
『5時に夢中!』（ごじにむちゅう!）は、東京メトロポリタンテレビジョン (TOKYO MX) で生放送されている情報番組である。当項では、月曜 - 金曜の本編に加えて、週末に放送したスピンオフ番組2編も詳述する。

## 概要
番組の大テーマは「言論の自由」。基本的にはワイドショースタイルであり、前半は当日発行の夕刊からの注目記事を紹介、後半は日替わりの各種コーナーで構成。
前番組『ゼベック・オンライン』の後を受け、2005年4月4日に『追っかけTV! 5時に夢中!』としてスタート。番組開始当初は前番組同様、東京都千代田区有楽町の読売会館にあるビックカメラ有楽町1階のサテライトスタジオの「ゼベックスタジオ」から公開生放送した。2006年に「半蔵門メディアセンター」が竣工してMXの新スタジオが入居した。当初は「サテライトスタジオ」扱いであったが、のちに本社が当地へ移転して「第1スタジオ」となる。2023年10月から2024年9月までは改修工事のために、麹町本社に増築した地下第2スタジオで、2024年10月から再び第1スタジオから放送している。
年末年始、春と秋の番組改編期間はそれぞれ1週間放送休止となる他、東京都議会中継などに伴い、別時間での時差放送を行う場合がある。メインMCのスケジュールの関係上祝祭日の放送がなかったが、現役の教員で祝祭日の出演に比較的余裕のある柴田光太郎が担当していた2008年4月から1年間（この間に逸見太郎に交代している）は祝祭日も放送を行った。2009年4月からは番組予算の都合上再び祝祭日の放送がなくなったが、2010年のゴールデンウィーク以降、再び祝祭日も放送を行っている。2010年までは高校野球東西東京予選期間中も放送を休止していたが、2011年は放送を行った。このことについて、月曜日のレギュラー陣のマツコ・デラックスと若林史江はハッピーマンデー制度による祝日多発により、ギャラが他の曜日レギュラー陣と異なったため、「祝日やらない帯番組なんてあるか」と文句を言った。
2006年7月1日のデジタル開局特番（後述）で初めてハイビジョンで制作され、レギュラー放送も2006年7月3日（月）放送分からハイビジョン化された。マルチ放送編成時、ワンセグでは『東京シティ競馬中継』を優先して放送するため、その時にはワンセグ放送のみ放送されなかったが、MXが2008年6月23日（月）からワンセグのマルチ編成を開始したため、ワンセグ放送での休止は解消され、現在では通常通り放送されている（その際、MXの地上デジタル放送では画角16:9のSD画質放送となるが、2014年4月1日からのHDとSDによる常時マルチ編成化に伴い常時HD画質による放送を行う）。ハイビジョン化以来アナログ放送では4:3サイドカット放送を行ってきたが、2010年7月5日（月）の放送から16:9レターボックス放送を行っている。

### 番組名の由来
タイトルは、前番組の『ゼベック・オンライン』の打ち切りをもって同時間帯の生番組の廃枠が一度は決まり、各方面へのお詫び行脚も済んだ番組終了2週間前、当時より同枠番組のプロデューサーであった大川貴史へ上司が「やっぱり4月からもやってくれ」と指令を受け、急遽の新番組立ち上げとなるも、企画会議で方針も見込みも立たないという状況下にとあるスタッフがため息のようにつぶやいた「…まさに、五里霧中だな」という一言をきっかけに決まったものである。

## 番組の沿革
2005年
- 4月4日：番組スタート。

2009年
- 4月6日：群馬テレビでネット開始。コメンテーターを女性といわゆる「オネエキャラ」の男性で統一し、「もっと剥き出しガールズトーク」をテーマに据えた（ただしゲストでは男性も登場する）。

2010年
- 10月4日：MXで連動データ放送を開始。同じくMXの生番組である『U・LA・LA@7』、『ザ・ゴールデンアワー』同様、データ放送のオーバーレイ表示を実施

2011年
- 3月14日：連動データ放送を一時休止。
- 4月1日：番組のオープニングアニメーションや「夕刊ベスト8」のBGM等がリニューアル。
- 4月2日：姉妹番組で土曜日版の『5時に夢中!サタデー』スタート。
- 8月2日：放送1500回目。

2012年
- 2月27日：連動データ放送を再開（都議会中継日及びネット局では未実施）。生投票の携帯用サイト向けQRコードの表記開始。
- 6月10日：姉妹番組でショッピング番組の『夢中にサンデー!』スタート（日曜日に月2回放送、後述）。
- 10月1日：フライングスタートを実施。放送時間を5分繰り上げて、16:55からの放送（群馬テレビは17:00より飛び乗り、都議会中継日は17:00からの放送）

2013年
- 4月1日：放送時間を17:00からに戻す（これにより、群馬テレビの飛び乗りは解消）。関西地区のサンテレビ、KBS京都へのネット開始（この2局は17:43:30で飛び降り）。
- 7月9日：放送2000回記念として、当日の大井競馬場で、当番組の冠レース「TOKYO TWINKLE もうすぐ2000回 5時に夢中!賞」を最終レースとして開催。月曜コメンテーターの若林史江が競馬場内イベントおよび『東京シティ競馬中継』に出演。
- 7月22日：放送2000回記念特番として、千代田区の科学技術館サイエンスホールより「夏休み感謝祭〜狂喜爛漫の公開生放送スペシャル〜」を16:30 - 18:00の30分拡大版で放送。サンテレビとKBS京都は通常どおり17:43:30で飛び降り。詳細は後述。
- 9月27日：『夢中にサンデー!』放送終了（2014年より『目からウロコ』のタイトルで、同内容のショッピング番組を放送）

2014年
- 3月12日：東京都議会中継のため番組が休止。
- 3月22日：『5時に夢中!サタデー』放送終了（4月以降、出演者は『バラいろダンディ』の水曜および『週末めとろポリシャン♪』に移行）。
- 9月23日：TOKYO MX史上初となる、新宿区のスタジオアルタで公開生放送を実施（『バラいろダンディ』も同日に実施）。タイトルは、「出張! 5時に夢中! 公開生放送SP in スタジオアルタ」。群馬テレビとサンテレビは当日に地元のスポーツ中継を放送し、KBS京都のみネットした。

2015年
- 5月5日：当番組としては2回目となる、スタジオアルタでの公開生放送を実施。今回はこどもの日の開催であるため、小学生の親子限定の観覧とし、通常コーナーも子供向けに『妖怪ウォッチ』や『怪盗ジョーカー』を題材としたコーナーとなる。夕刊ベスト8のコーナーは子供向け新聞も取り上げ、番組で表示されるテロップの漢字にはふりがなが振られた。
- 8月14日：放送10周年記念として、ネット局の1つである兵庫県神戸市中央区のサンテレビジョンの本社スタジオから生放送する「出張! 5時に夢中 in サンテレビSP」を放送。東京都以外からの生放送は初のことであり、ふかわ・ミッツ・堀江・ジャンのほかに、TOKYO MX2でも放送されていたサンテレビの番組『カツヤマサヒコSHOW』の勝谷誠彦と、サンテレビジョンアナウンサーの榎木麻衣が出演（中尾は、2015年8月中は舞台『グッバイガール』出演のため休み）。当日はサンテレビもフルネットで放送。
- 10月7日：TOKYO MX開局20周年記念として、当番組としては3回目となる、スタジオアルタでの公開生放送を実施（2014年9月23日の1回目同様、『バラいろダンディ』も同日に実施）。
- 11月12日：群馬県前橋市の群馬テレビのスタジオから生放送する｢出張! 5時に夢中 in 群馬テレビSP｣を放送。
- 11月15日：一夜限りで『夢中にサンデー!』が2年ぶりに復活。1時間のスペシャル版として放送。

2016年
- 2月11日：京都府京都市上京区の京都放送のKBSホールから生放送する｢出張! 5時に夢中in KBS京都SP｣を放送。当日はKBS京都でもフルネットで放送。
- 3月31日：スタジオアルタ最後の公開生放送番組｢出張! 5時に夢中! in新宿スタジオアルタFinal〜内藤聡子卒業SP〜」を放送。
- 7月13日：「出張!5時に夢中!灼熱の熱海芸妓見番SP」として、静岡県熱海市の熱海芸妓見番から公開生放送。
- 8月30日：京都放送のKBSホールから生放送する｢出張! 5時に夢中in KBS京都SP｣を放送。当日はKBS京都でもフルネットで放送。
- 12月23日：東京都品川区の品川ミラスタジオから生放送する｢出張!5時に夢中!in品川 2016クリスマス＆年納めSP｣を放送。

2017年
- 4月3日：とちぎテレビでネット開始。
- 6月26日 - 6月29日：『3000回カウントダウンウィーク』と称し、レジェンドゲストとして月曜に内藤聡子（歴代最長アシスタント）、火曜に徳光正行（初代MC）、水曜に小堺一機とアレクサンダー（歴代最多クレーム黒船特派員）、木曜に西尾祐里（初代アシスタント）をゲストに迎え、黒船特派員は各ネット局からの中継で出演し、歴代のMCや黒船特派員（それ以前の夢中ボーイズも含む）の現在をVTR放送するコーナーも設けられた。
- 6月30日：放送3000回。品川ミラスタジオから公開生放送する「5時に夢中!笑顔が止まらない!フルスイングで3000回SP」を放送。原田・ミッツ・中尾・堀江・ジャンに加え、ふかわが3か月ぶりに金曜日に登場し、スペシャルゲストとして「日本一コンサート回数の多いミュージシャン」さだまさしが出演。
- 9月18日 - 9月28日：例年この時期恒例の、MC（ふかわ）とアシスタント（上田）の夏休みに伴う代役を、この年はMXの他番組で活躍するタレント等が担当する「MXのみんな集まれウィーク」として開催。
- 10月24日：前年に解散したアイドルグループ・SMAPのメンバーだった稲垣吾郎が急遽ゲストコメンテーターとして出演した。稲垣は9月9日にジャニーズ事務所を退所してから初の生放送番組出演ということもあり、始まると同時に公式サイトがダウンするなど大きな反響を呼んだ。生投票では最終結果発表で「はい」が62,612pt、「いいえ」が3,084ptと通常を大幅に上回る数字を叩き出した。

2018年
- 4月2日：サンテレビでの放送が、サブチャンネルに移行したため、フルネットになった。
- ふかわの夏休みとなる9月10日週は「サマーウーマンMCフェスタ2018」と題し、女性フリーアナウンサーが日替わり登場。月曜・有働由美子、火曜・大島由香里、水曜・大橋未歩、木曜・高橋真麻が担当し、高橋を除いてMX初登場。有働はフリー転向後初の生放送番組となった。
- 12月14日、スペシャルゲストとして俳優の浅野忠信が出演。役作り伝説などを紹介した。

2019年
- 4月1日：動画配信サービス「エムキャス」で配信開始。これにより、全国で視聴可能となる。

2020年
- 4月8日 - 4月24日：新型コロナウイルス感染拡大防止のため、番組を休止。当初は17日までの予定であったが、その後も延長。
- 4月27日 - 5月6日：番組としては再開するが、生放送は引き続き見送り。TOKYO MXのみ『5時に夢中! プレイバック』として過去の生放送分を再編集したダイジェスト版を放送。ネット局では放送しない。
- 5月7日：生放送が再開。群馬テレビ、KBS京都の放送も再開された。
- 5月11日：とちぎテレビの放送が再開された。
- 5月25日：サンテレビの放送が再開された。
- 9月30日：KBS京都の放送が打ち切り。

2021年
- 3月：水曜コメンテーターの江原と美保とおおたわが卒業。
- 3月23日：この日をもってサンテレビでの放送が打ち切り。それにより関西地方での放送は終了。
- 4月：ふかわ、原田の両MCが『バラいろダンディ』MC（月 - 木、金曜日）へ異動。『バラいろダンディ』から垣花正がMC（月 - 金曜日）へ、水曜コメンテーターに松田ゆう姫と杉田陽平が就任。
- 8月12日：放送4000回。「5時に夢中!放送4000回記念!スーパーサマーフェスティバル」を放送。スペシャルゲスト・小倉智昭。

2022年
- 3月7日・3月8日：両日ともTOKYO MXでは東京都議会中継を編成したため、TOKYO MXでは7日は18時から、8日は19時から遅れ録画放送（7日は『ルパン三世 PART5』など、8日は『トムとジェリー』を中止）。ネット局のとちぎテレビ・群馬テレビとエムキャスでは、通常通り17時から生放送を行った。実質的な裏送り。生投票は通常通り17時台で当日の投票を締め切ったため、TOKYO MXでの放送時間中は投票が既に締め切られた状態だった。

2023年
- 3月23日： 月 - 木曜アシスタントの大橋が卒業。卒業コーナーで木曜日の準レギュラーのおかざきなな、飛室イヴ、チャンス大城、インタレスティングたけしらと前MCでバラいろダンディMCのふかわがサプライズ登場した。
- 4月3日：月 - 木曜のダブルMCとして、『バラいろダンディ』から大島由香里が異動した上で就任。初代の西尾から前任の大橋とミッツは肩書きを「アシスタント」としているが、大島は肩書きが垣花と対等の「MC」となっている。
- 9月24日：放送のない日曜日であったが、18年使用したスタジオが同年10月より改修工事に入るのに伴い、『秋の感謝デー! スタジオ改修前無料見学会』を開催。初めてスタジオを一般公開するということで見学者は抽選制で定員に対し倍率は10倍であった。スタジオ見学の他にも歴代の番組ノベルティや小道具、夕刊ボードのセット、金曜黒船特派員のライアンの自由研究の展示や垣花・ブラス・ジョナサンが見学者を出迎えた。並行で番組限定グッズ販売も実施され、ほとんどの商品が完売するなど多くの番組ファンが詰めかけた。
- 10月2日：前述したスタジオの改修工事に伴って、地下の第2スタジオから放送を開始。1年にわたって第2スタジオから放送した。

2024年
- 4月1日：三重テレビでネット開始。録画による翌日（金曜日放送分は月曜日）の放送となる。
- 6月30日：エムキャスのサービス終了に伴いネット同時配信を終了。
- 9月30日：1年の改修を経て新しくなった第1スタジオから放送開始。三重テレビから社長名義でスタジオ改修を祝う花が贈られた。
- 11月1日：楽天グループの動画配信サービスであるRチャンネルに「TOKYO MXチャンネル」が開設され、再び全国で視聴可能となる。

2025年
- 3月20日：三重県津市の三重テレビのスタジオより生放送する｢出張!三重テレビ公開生放送SP｣を放送。当日は三重テレビでも17:00より同時生放送され、翌21日も通常通り8:30より録画放送される（再放送扱い）。また、番組内で3月31日より三重テレビでの放送時間が当日深夜24:50 - 25：50（翌0:50 - 1:50）に変更されるとの告知があった。
- 4月1日：在京民放キー5社共同運営の動画配信サービス「TVer」での見逃し配信を開始。

## 放送時間の推移
本放送（TOKYO MXを基準、全期間で月曜 - 金曜に生放送）
| 期間           | 期間           | 放送時間              | 備考 |
| -------------- | -------------- | --------------------- | --- |
| 2005年04月04日 | 2008年03月28日 | 17:00 - 18:00（60分） | 祝日も放送あり。 |
| 2008年03月31日 | 2009年03月27日 | 17:00 - 17:55（55分） | 祝日も放送あり。 |
| 2009年03月30日 | 2012年09月28日 | 17:00 - 18:00（60分） | 2010年のゴールデンウィーク以降は、祝日も放送あり。 |
| 2012年10月01日 | 2013年03月29日 | 16:55 - 18:00（65分） | 制作局のTOKYO MXのみ時間を繰り上げ、ネット局の群馬テレビは従来通り17:00より飛び乗り放送。 都議会中継などの特別番組がある場合は、TOKYO MXでも17:00からの放送になる場合あり。 |
| 2013年04月01日 | 2017年09月29日 | 17:00 - 18:00（60分） | 2013年4月1日よりネット開始したサンテレビ・KBS京都は17:43:30で飛び降り。 2局は独自で「制作著作 TOKYO MX」のテロップとエンドカードを挿入する。 2014年12月3日 - 2015年6月3日は、水曜のみアニメ『接続無用』が放送されるため、17:57までの放送。 |
| 2017年10月02日 | 2020年12月21日 | 17:00 - 17:59（59分） | 制作局のTOKYO MXのみ時間を1分短縮し、2018年4月2日よりとちぎテレビも時間を1分短縮。 サンテレビではサブチャンネルの放送に移行し、フルネット（18:00まで）となる。 サンテレビのフルネットにより、KBS京都が唯一の飛び降り局となった。 2020年11月3日（文化の日）以降、祝日は放送休止となり、約10年ぶりに祝日の休止制が復活。 ※月曜は祝日であっても通常通り放送。 |
| 2021年01月11日 | 2025年03月28日 | 17:00 - 18:00（60分） | 祝日も放送あり。 |
| 2025年03月31日 | 現在           | 17:00 - 17:59（59分） | 祝日も放送あり。 |

再放送
- 毎週月曜 - 金曜 20:00 - 20:30（2006年10月10日 - 2007年3月30日）
「チラッと見出しだけ」「夕刊ベスト8」のコーナーのみ放送。競馬中継がある場合は放送休止。

## ネット局
- 各局時刻表示を行っているが、番組送出ではなく各局別の送出となっている。

| 放送対象地域 | 放送局       | 系列   | 放送曜日・時間            | 放送開始日   | 備考 |
| ------------ | ------------ | ------ | ------------------------- | ------------ | --- |
| 東京都       | TOKYO MX1    | 独立局 | 月曜 - 金曜 17:00 - 18:00 | 2005年4月4日 | 製作局 |
| 群馬県       | 群馬テレビ   | 独立局 | 月曜 - 金曜 17:00 - 18:00 | 2009年4月6日 | - MXが放送時間を拡大していた2012年10月1日から2013年3月29日は、最初の5分を放送せず、17:00から飛び乗っていた。 - 2010年12月24日まで金曜日はローカル編成（『来来飯店』など）のため放送されていなかったが、2011年1月7日から金曜日も放送。 - 群馬県議会中継時は休止となる場合がある。                                                                                           |
| 栃木県       | とちぎテレビ | 独立局 | 月曜 - 金曜 17:00 - 18:00 | 2017年4月3日 | - 高校野球地方大会中継や特別番組が放送される時は休止になる場合がある。 - 毎年3月の県立高校入試当日は『県立高校入試解答速報』を放送のため休止となる。 - 2020年5月7日、8日は、テレビドラマ『マメシバ一郎 フーテンの芝二郎』再放送のため休止し、同年5月11日放送再開。 - 2020年5月20日から5月27日は、特別番組『テレビスクールとちぎ』を放送のため休止し、同年5月28日放送再開。 |
| 三重県       | 三重テレビ   | 独立局 | 月曜 - 金曜 24:50 - 25:50 | 2024年4月1日 | - 遅れ放送 - 時刻出しはない。 - 2024年4月1日から2025年3月27日までは8:30 - 9:30に放送していたが、同年3月31日から深夜枠に移動となった。 |

### 過去のネット局
| 放送対象地域 | 放送局                  | 系列   | 放送曜日・時間            | 放送開始日   | 放送終了日    | 備考 |
| ------------ | ----------------------- | ------ | ------------------------- | ------------ | ------------- | --- |
| 京都府       | KBS京都                 | 独立局 | 月曜 - 金曜 17:00 - 17:45 | 2013年4月1日 | 2020年9月30日 | - 高校野球地方大会中継やJリーグ中継（後者は原則として祝日になる水曜日）の時は休止になる場合がある。 - 17:45から自社制作番組『newsフェイス』放送のため、飛び降り放送となっている。 - 2020年5月18日から5月25日は、特別番組『がんばれ!京都の子どもたち』を放送のため休止し、同年5月26日に放送再開。 - 同年9月30日を以ってネット終了。 |
| 兵庫県       | サンテレビ（032chのみ） | 独立局 | 月曜 - 金曜 17:00 - 17:59 | 2013年4月1日 | 2021年3月23日 | - 野球中継や特別番組が放送される時は休止になる場合がある。 - 2018年3月まで17:45以降は夕方のニュースをはじめとした『別番組』。 - 2018年4月より月 - 金曜日8:30 - 10:00・17:00 - 18:00に通常時からマルチ編成を実施することとなったため、サブチャンネル（032ch・SD画質）に移行することとなるも、フルネットに変更。 - サンテレビでの編成上はサブチャンネル（032ch・SD画質）で18:00まで放送とはなってはいるが、TOKYO MXからの裏送り部分はない（ステブレで穴埋め）。 - 2020年5月7日以降は放送を休止していたが、2同年5月25日に放送再開。 - 2021年3月23日を以って放送終了。 |

## MC
番組では、メインMC（司会）とアシスタントの総称を「MC」としている。

### 現在のMC
メインMC
- 垣花正（元ニッポン放送アナウンサー、2021年4月1日 - ）- 全曜日MC
- 大島由香里（元フジテレビアナウンサー、2023年4月3日 - ）- 月曜 - 木曜MC[注 11]

アシスタント
- ミッツ・マングローブ（2010年10月1日 - ）- 金曜アシスタント[36][注 12]
  - 番組のナレーション（メッセージ受付案内、現在も担当）や後述する『とっておきやに夢中!』担当を経て、2010年10月より金曜アシスタント担当。

代理MC
- ブラザー・トム（2006年11月16日：木曜日）
  - 萩原流行のロケによる欠席の際の代理MC。
  - 2015年3月25日にゲストコメンテーターとして登場。
- ルー大柴（2006年11月17日：金曜日）
  - 萩原流行のロケによる欠席の際の代理MC。
  - 後述のとおり、現在ゲストコメンテーターとして最多出演（7回）している。
- 柴田光太郎（2007年6月11日から7月17日までの月曜・火曜日）
  - 伊東孝明の舞台出演による欠席の際の代理MC。
- 松風雅也（2007年6月13日から7月18日までの水曜日と6月29日から7月20日の金曜日）
  - 伊東孝明の舞台出演による欠席の際の代理MC。
  - 2006年12月15日にゲストコメンテーターとして出演。
- 吉田照美（2011年8月22日：月曜日）
  - 逸見太郎の夏休みの際の代理MC。
  - 2010年7月9日にゲストコメンテーターとして出演。
  - 吉田の「吉田照美のやる気MANMAN!」MC時代、番組内でMXTV開局直前に開局告知CMがよく流れていた。ちなみにラジオ他局では流れていない。
- 北野誠（2011年8月23日：火曜日）
  - 逸見太郎の夏休みの際の代理MC。
  - 2010年6月18日（金）・9月3日（金）・2011年7月28日（中瀬ゆかりの代理）にゲストコメンテーターとして出演。
- 枡野浩一（2011年8月24日・2012年9月12日：水曜日）
  - 2011年8月24日は逸見太郎、2012年9月12日はふかわりょうの夏休みの際の代理MC。
  - 2013年8月21日（中村うさぎの代理）にゲストコメンテーターとして出演。
- 松尾雄治（2011年8月25日：木曜日）
  - 逸見太郎の夏休みの際の代理MC。
  - 2010年11月19日（金）と2011年9月22日（中瀬ゆかりの代理）と2012年5月22日（北斗晶の代理）にゲストコメンテーターとして出演。
- ハリー杉山（2011年8月26日：金曜日）
  - 逸見太郎の夏休みの際の代理MC。
  - 当時、金曜日の黒船特派員を務めていた。
- マイケル富岡（2012年9月10日：月曜日）
  - ふかわりょうの夏休みの際の代理MC。
  - 2012年7月20日（金）にゲストコメンテーターとして出演。
- 岡本夏生（2012年9月11日：火曜日、2013年9月19日：木曜日）
  - ふかわりょうの夏休みの際の代理MC。
  - 当時、火曜日のレギュラーコメンテーターを務めていた。
  - 2012年については、当初（2012年8月10日のプレスリリース時点[37]）は黒田勇樹が代理MCを務める予定と発表されていたが、実際には岡本が代理MCとなり、黒田は岡本の代理ゲストコメンテーターとして出演した[注 13]。
- 阿曽山大噴火（2012年9月13日：木曜日）
  - ふかわりょうの夏休みの際の代理MC。
  - 2012年4月6日・5月11日・6月15日（いずれも金）にゲストコメンテーターとして出演。2013年12月4日（水）には中村うさぎの代理ゲストコメンテーターとして出演。
- 篠山輝信（2013年8月30日：金曜日、2013年9月17日：火曜日）
  - 8月30日は町亞聖、9月17日はふかわりょうの夏休みの際の代理MC。
  - 代理ではあるが、逸見以来久々の2世タレントMCである（篠山紀信、南沙織の間に生まれた）。
  - 2013年3月1日（金）に、フィフィと共にゲストコメンテーターとして出演。
- 堀潤（2013年9月16日：月曜日、2016年9月30日：金曜日）
  - ふかわりょうの夏休みの際の代理MC。元NHKアナウンサー。
  - 2013年の出演後、後に『ニッポン・ダンディ』の水曜MCとなる。
  - 2016年出演当時から、『モーニングCROSS』のMCを務めている。
- 山路徹（2013年9月18日：水曜日）
  - ふかわりょうの夏休みの際の代理MC。
  - 2013年9月まで水曜コーナー「女ゴコロを知ってるつもり?!」のゲスト講師として度々出演。10月以降は『ニッポン・ダンディ』のレギュラーとなったため出演していない。
- 中山秀征（2014年5月19日：月曜日）
  - ふかわりょうの急病（急性声帯炎）の際の代理MC。
- 坪倉由幸（我が家）（2014年5月20日：火曜日）
  - ふかわりょうの急病（急性声帯炎）の際の代理MC。
- 土屋礼央（RAG FAIR）（2014年5月21日：水曜日）
  - ふかわりょうの急病（急性声帯炎）の際の代理MC。
  - 当時、『F.C. TOKYO魂!』のMCを務めていた。
- ゴルゴ松本（TIM）（2014年5月22日：木曜日）
  - ふかわりょうの急病（急性声帯炎）の際の代理MC。
  - 2013年5月16日（木）に中瀬ゆかりの代理ゲストコメンテーターとして出演。
  - 当時、『バラいろダンディ』の火曜ダンディを務めていた。
- コカドケンタロウ（ロッチ）（2014年5月23日：金曜日）
  - ふかわりょうの急病（急性声帯炎）の際の代理MC。
- 生島ヒロシ（2014年10月6日：月曜日）
  - ふかわりょうの夏休みの際の代理MC。
  - 2013年11月13日・2014年1月29日（いずれも水）に中村うさぎの代理ゲストコメンテーターとして出演。
- ミッツ・マングローブ（2014年10月7日・2016年9月27日：火曜日）
  - ふかわりょうの夏休みの際の代理MC。
  - 当時、金曜日のアシスタントを務めていた。
- 杉村太蔵（2014年10月8日：水曜日）
  - ふかわりょうの夏休みの際の代理MC。
  - 2014年1月8日（水）に中村うさぎの代理ゲストコメンテーターとして出演。
- 長谷川豊（2014年10月9日・2016年9月29日：木曜日）
  - ふかわりょうの夏休みの際の代理MC。
  - 2014年9月23日（火・祝）に「ゴジムコミュニケーション道場」の講師として出演。
  - 当時、『バラいろダンディ』のMCを務めていた（2014年当時は月 - 水曜、2016年当時はこれに加え木曜も担当）。
- JOY（2014年10月10日：金曜日）
  - ふかわりょうの夏休みの際の代理MC。
  - 2014年4月25日（金）にゲストコメンテーターとして出演。
- マリア・テレサ・ガウ（2015年9月7日：月曜日）
  - ふかわりょうの夏休みの際の代理MC。
  - 当時、月曜日の黒船特派員を務めていた。
- 鈴木淳也（2015年9月8日：火曜日）
  - ふかわりょうの夏休みの際の代理MC。
- 吉田たかよし（2015年9月9日：水曜日）
  - ふかわりょうの夏休みの際の代理MC。
  - 2014年9月24日・2015年1月7日（いずれも水）にゲストコメンテーターとして出演。
- おかざきなな（2015年9月10日：木曜日）
  - ふかわりょうの夏休みの際の代理MC。
  - 2013年以降度々ゲスト出演しており、前週9月3日の「追跡!ベスト8」で、おかざきのMC練習風景が紹介された。
- 遠藤章造（ココリコ）（2015年9月11日：金曜日）
  - ふかわりょうの夏休みの際の代理MC。
  - 大川プロデューサーと、大川が担当する『淳と隆の週刊リテラシー』（後の『週刊リテラシー』）に出演の田村（後述）と3人で親交があるとのことで出演。ただし過去に当番組のゲスト出演経験が全くなく、ふかわの急病時を除けば異例のケース。
- 諸星和己（2016年9月23日・2018年8月10日：金曜日、2017年9月27日：水曜日）
  - ふかわりょう、原田龍二の夏休みの際の代理MC。
  - 2011年9月16日・2015年6月19日・2017年3月24日・2018年1月5日・5月4日・18日（いずれも金）、にゲストコメンテーターとして出演。
- 小堺翔太（2016年9月26日：月曜日）
  - ふかわりょうの夏休みの際の代理MC。
  - 小堺一機の長男であり、篠山輝信以来3年ぶりとなる2世タレントMCである。
  - 2016年7月8日（金）にゲストコメンテーターとして出演。
- 田村淳（ロンドンブーツ1号2号）（2016年9月28日：水曜日、2017年9月28日：木曜日）
  - ふかわりょうの夏休みの際の代理MC。
  - 2016年出演当時、直前の9月24日に『週刊リテラシー』が終了していた。後にその後継番組（同年10月1日放送開始）である『田村淳の訊きたい放題』MCを務めていた。
- 中井美穂（2017年9月25日：月曜日）
  - ふかわりょうの夏休みの際の代理MC。
  - 当時、『タカラヅカ・カフェブレーク』のMCを務めていた。
- 田中みな実（2017年9月26日：火曜日）
  - ふかわりょうの夏休みの際の代理MC。
  - 『ひるキュン!』のMCを務めている。
- 有働由美子（2018年9月10日：月曜日）
  - ふかわりょうの夏休みの際の代理MC。
- 大島由香里（2018年9月11日：火曜日）
  - ふかわりょうの夏休みの際の代理MC。
- 大橋未歩（2018年9月12日：水曜日）
  - ふかわりょうの夏休みの際の代理MC。
- 高橋真麻（2018年9月13日：木曜日）
  - ふかわりょうの夏休みの際の代理MC。
- アンミカ（2019年9月23日：月曜日）
  - ふかわりょうの夏休みの際の代理MC。
- 宮崎謙介（2019年9月24日：火曜日）
  - ふかわりょうの夏休みの際の代理MC。
- 古市憲寿（2019年9月25日：水曜日）
  - ふかわりょうの夏休みの際の代理MC。
- 垣花正（2019年9月26日：木曜日）
  - ふかわりょうの夏休みの際の代理MC。
- 袴田吉彦（2020年9月25日：金曜日）
  - 原田龍二の夏休みの際の代理MC。
- ミッツ・マングローブ（2021年4月9日：金曜日）
  - 垣花正の欠席の際の代理MC。

代理アシスタント

内藤の年1回の夏休み時の代理アシスタントは、2014年までは内藤が所属する三桂所属のフリーアナウンサーが担当していたが、2015年は三桂以外のアナウンサーも担当する。
- 小泉恵未（2006年11月頃）
  - 上田万由子欠席の際の代理アシスタント。
- 宮本裕子（2010年4月12日：月曜日）
  - 内藤聡子欠席の際の代理アシスタント。元山梨放送アナウンサー、三桂所属。
- 大桃美代子（2011年8月29日 - 9月1日：月曜 - 木曜日）
  - 内藤聡子の夏休みの際の代理アシスタント。三桂所属。
- 橋谷能理子（2012年7月2日・7月5日：月曜・木曜）
  - 内藤聡子の夏休みの際の代理アシスタント。元テレビ静岡アナウンサー、三桂所属。
- 唐橋ユミ（2012年7月3日‐7月4日：火曜‐水曜）
  - 内藤聡子の夏休みの際の代理アシスタント。元テレビユー福島アナウンサー、三桂所属。
- 我妻絵美（2013年7月8日‐7月11日：月曜 - 木曜）
  - 内藤聡子の夏休みの際の代理アシスタント。元中京テレビ放送アナウンサー、三桂所属。
- 吉井歌奈子（2014年7月14日・7月16日：月曜・水曜）
  - 内藤聡子の夏休みの際の代理アシスタント。元東海テレビ放送アナウンサー、三桂所属。
- 平松千花（2014年7月15日・7月17日：火曜・木曜）
  - 内藤聡子の夏休みの際の代理アシスタント。元テレビ山梨アナウンサー、三桂所属。
- 天明麻衣子（2015年6月8日：月曜）
  - 内藤聡子の夏休みの際の代理アシスタント。元NHK仙台放送局キャスター、旧MCの町と同じホリプロ所属。
- 高橋真麻（2015年6月9日：火曜、2016年9月23日：金曜）
  - 2015年は内藤聡子の、2016年はミッツの夏休みの際の代理アシスタント。フジテレビ元アナウンサー、父である高橋英樹の個人事務所であるアイウエオ企画所属。
- 半井小絵（2015年6月10日：水曜）
  - 内藤聡子の夏休みの際の代理アシスタント。元NHK気象キャスター、ビーチウォーカーズ・マネージメント（業務委託：マグニファイ）所属。
- 神田愛花（2015年6月11日：木曜）
  - 内藤聡子の夏休みの際の代理アシスタント。元NHKアナウンサー、セント・フォース所属。
- 内藤聡子（2015年8月21日：金曜）
  - ミッツマングローブの夏休みの際の代理アシスタント。当時月曜 - 木曜のアシスタントを務めていた。
- 関谷亜矢子（2017年9月18日：月曜）
  - 上田まりえの夏休みの際の代理アシスタント。元日本テレビアナウンサー。当時、『バラいろダンディ』の金曜アシスタントを務めていた。
- 宮瀬茉祐子（2017年9月19日：火曜）
  - 上田まりえの夏休みの際の代理アシスタント。元フジテレビアナウンサー、オスカープロモーション所属。当時、『モーニングCROSS』のアシスタントを務めていた。
- 本田朋子（2017年9月20日：水曜）
  - 上田まりえの夏休みの際の代理アシスタント。元フジテレビアナウンサー、フォニックス所属。当時、『東京クラッソ!NEO』のMCを務めていた。
- 朝比奈彩（2017年9月21日：木曜）
  - 上田まりえの夏休みの際の代理アシスタント。タレント。『週末ハッピーライフ! お江戸に恋して』のMCを務めている。
- 新井麻希（元TBSテレビアナウンサー）
  - 2018年9月24日、2019年9月9日：月曜、2019年9月10日：火曜 - 上田まりえの夏休みの際の代理アシスタント。元TBSテレビアナウンサー
  - 2020年度第4火曜日 - 大橋未歩欠席時の代打アシスタント
  - 2021年4月9日：金曜 - ミッツ・マングローブが代打MCを担当したことによる代打アシスタント
- 塩地美澄（2018年9月25日：火曜）
  - 上田まりえの夏休みの際の代理アシスタント、元秋田朝日放送アナウンサー、スペースクラフト所属。
- 内田有紗（2018年9月26日：水曜）
  - 上田まりえの夏休みの際の代理アシスタント。元テレビ信州アナウンサー、セント・フォース所属。
- 大寺かおり（2018年9月27日：木曜）
  - 上田まりえの夏休みの際の代理アシスタント。元山陽放送アナウンサー、ホリプロ所属
- 大島由香里（元フジテレビアナウンサー、スターダストプロモーション所属。）
  - 2019年9月11日：水曜 - 大橋未歩の夏休みの際の代理アシスタント。
  - 2023年9月22日：金曜 - ミッツ・マングローブ夏休みの際の代理アシスタント。
- 登坂淳一（2019年9月12日：木曜）
  - 大橋未歩の夏休みの際の代理アシスタント。元NHKアナウンサー、ホリプロ所属。
- マリア・テレサ・ガウ（2023年10月30日：月曜） 大島由香里の夏休みの際の代理アシスタント。
- 杉浦太陽（2023年10月31日：火曜） 大島由香里の夏休みの際の代理アシスタント。
- なかやまきんに君（2023年11月1日：水曜）大島由香里の夏休みの際の代理アシスタント。
- チャンス大城（2023年11月2日：木曜）大島由香里の夏休みの際の代理アシスタント。
- ミッツ・マングローブ（2024年8月21日：水曜）大島由香里の欠席時の代理アシスタント。

### 歴代MC
| 期間           | 期間           | 司会              | 司会         | アシスタント | アシスタント         |
| 期間           | 期間           | 月 - 木曜日       | 金曜日       | 月 - 木曜日  | 金曜日               |
| -------------- | -------------- | ----------------- | ------------ | ------------ | -------------------- |
| 2005年04月04日 | 2006年03月24日 | 徳光正行          | 徳光正行     | 西尾祐里     | 西尾祐里             |
| 2006年04月03日 | 2006年09月22日 | 徳光正行          | 徳光正行     | 上田万由子   | 坂本知子             |
| 2006年10月02日 | 2006年12月22日 | 萩原流行          | 萩原流行     | 上田万由子   | 坂本知子             |
| 2007年01月08日 | 2007年12月28日 | 伊東孝明          | 伊東孝明     | 上田万由子   | 坂本知子             |
| 2008年01月07日 | 2008年03月07日 | 柴田光太郎        | 柴田光太郎   | 上田万由子   | 坂本知子             |
| 2008年03月10日 | 2008年09月26日 | 柴田光太郎        | 柴田光太郎   | 上田万由子   | 上田万由子           |
| 2008年09月29日 | 2008年12月31日 | 柴田光太郎        | 柴田光太郎   | 上田万由子   | 相沢礼子             |
| 2009年01月05日 | 2009年07月24日 | 逸見太郎          | 逸見太郎     | 上田万由子   | 相沢礼子             |
| 2009年07月27日 | 2010年03月31日 | 逸見太郎          | 逸見太郎     | 田野辺実鈴   | 相沢礼子             |
| 2010年04月01日 | 2010年09月24日 | 逸見太郎          | 逸見太郎     | 内藤聡子     | 相沢礼子             |
| 2010年09月27日 | 2012年03月30日 | 逸見太郎          | 逸見太郎     | 内藤聡子     | ミッツ・マングローブ |
| 2012年04月02日 | 2014年03月28日 | ふかわりょう      | 町亞聖       | 内藤聡子     | ミッツ・マングローブ |
| 2014年03月31日 | 2016年04月01日 | ふかわりょう      | ふかわりょう | 内藤聡子     | ミッツ・マングローブ |
| 2016年04月04日 | 2017年03月31日 | ふかわりょう      | ふかわりょう | 上田まりえ   | ミッツ・マングローブ |
| 2017年04月03日 | 2019年03月29日 | ふかわりょう      | 原田龍二     | 上田まりえ   | ミッツ・マングローブ |
| 2019年04月01日 | 2021年03月31日 | ふかわりょう      | 原田龍二     | 大橋未歩     | ミッツ・マングローブ |
| 2021年04月01日 | 2023年03月23日 | 垣花正            | 垣花正       | 大橋未歩     | ミッツ・マングローブ |
| 2023年04月03日 | 現在           | 垣花正 大島由香里 | 垣花正       | （不在）     | ミッツ・マングローブ |

## コメンテーター
開始当初は1人が基本であったが、2005年10月から（金曜日は2007年4月から）は2人が基本となっている。

### 現在のコメンテーター
| 月曜日                      | 火曜日          | 水曜日                | 木曜日                | 金曜日   |
| --------------------------- | --------------- | --------------------- | --------------------- | -------- |
| マツコ・デラックス 若林史江 | 岩下尚史 北斗晶 | 松田ゆう姫 ヒコロヒー | 岩井志麻子 中瀬ゆかり | 中尾ミエ |

月曜日
- 若林史江（株式トレーダー。2005年10月5日 - ）
  - 当初は水曜レギュラー。日本経済新聞記事の著作権侵害不祥事により、2008年6月18日を最後に出演を休止していたが、2009年3月30日より月曜レギュラーとして復帰。
  - 2017年2月27日の出演を最後に産休に入り、同年5月29日放送で産休明け復帰した。
  - 2005年6月17日にゲストコメンテーターとして出演。
  - 2021年11月29日放送回で、第2子出産予定のため次週から産休に入ることが番組内で発表された。同年12月6日に第2子となる次男を出産。翌2022年2月に復帰予定とされていたが、同年1月31日放送回から復帰した。

- マツコ・デラックス（コラムニスト。2005年7月7日 - ）
  - 肩書は「コラムニスト・エッセイスト」とあったが、2010年6月から「コラムニスト」だけとなった。
  - 2005年9月まで木曜レギュラー、同年10月から2009年3月まで水曜レギュラー。同年3月30日からは、謹慎明けの若林と共に月曜レギュラー。
  - 2005年4月29日にゲストコメンテーターとして出演している。プロデューサーの大川貴史が徳光正行にマツコを紹介してもらったことによる。

- 2017年の若林産休期間は、火曜の岩下同様にレギュラー1名（マツコ） + ゲスト1名の体制となっていた。主に、月曜当日に『バラいろダンディ』に出演するダンディが出演し、マツコと同じ「女装家、かつ巨体のタレント」であるナジャ・グランディーバ（当時木曜隔週ダンディ）、ダイアナ・エクストラバガンザ（当時金曜バーディ）も出演した。各放送回のゲストは以下の通り。
  - 3月6日、4月17日 - 倉田真由美
  - 3月13日、4月10日、5月8日 - カルーセル麻紀
  - 3月20日、5月1日、15日 - ナジャ・グランディーバ、ダイアナ・エクストラバガンザ
  - 3月27日、4月24日 - 遠野なぎこ
  - 4月3日、5月22日 - 武井壮

- 2021年末から2022年初頭の若林産休期間も、2017年同様にレギュラー1名（マツコ） + ゲスト1名の体制となっていた。各放送回のゲストは以下の通り。
  - 2021年12月6日 - ダイアナ・エクストラバガンザ
  - 2021年12月13日 - 鈴木奈々
  - 2021年12月20日 - フワちゃん
  - 2022年1月10日 - ミッツ・マングローブ（当番組の金曜アシスタント）
  - 2022年1月17日 - 大島由香里（当時『バラいろダンディ』月 - 木アシスタント）
  - 2022年1月24日 - 安東弘樹

火曜日
- 岩下尚史（作家。2016年4月5日 - ）
  - レギュラー出演以前もゲストコメンテーターとして月曜水曜以外の曜日に高頻度で出演。レギュラーになった2016年4月時点では、前月の岡本の電撃降板・北斗の休養中のため、レギュラー1人（岩下） + ゲスト1人の体制となっていた。
  - 2021年8月17日放送回から体調不良のため欠席しており、同年8月24日放送回でMCの垣花が「新型コロナウイルス感染ではありません」と説明。同年10月19日放送回より復帰。

- 北斗晶（鬼嫁。2006年4月4日 - ） 
  - だいたがレギュラーだった時期は「埼玉の鬼嫁」と番組冒頭で紹介。長らく「タレント・元女子プロレスラー」と記したが、2012年9月25日に視聴者からウィキペディア日本語版で「大女優」と記されていると伝えられ、同年10月から2013年2月まで「女優」と記した。同年5月21日に復帰した際に肩書きを「鬼嫁」とする。
  - 2013年2月12日の放送で、右膝後十字靭帯損傷、右膝前十字靭帯損傷の治療のため、休業を公表した。同年2月19日から同年5月14日まで北斗の代理として週替わりのゲストコメンテーターが出演していた。
  - 2015年9月22日の放送終了後に、番組関係者に乳癌であることを公表し、当面治療に専念するため、休業することを明かした。抗がん剤治療のため長期休養になる見込みであるが、2015年9月29日以降当面は代役を立てず、前述の靭帯損傷時同様に当面は週替わりのゲストコメンテーターが出演する。同日以降のゲストには、たびたび北斗の配偶者である佐々木健介が出演している。2016年11月29日に復帰し、新型コロナウイルスによる番組休止入りまではゲストコメンテーターとして不定期出演。番組再開後の2020年5月12日からレギュラーとして復帰し、同年6月16日以降は毎週出演している。
  - 2006年3月24日にゲストコメンテーターとして初出演。

- その他よく出演していたゲストとして、クリス松村や箕輪厚介などがいた。
  - クリスはMXの他の番組『ひるキュン!』や『ミュージック・モア』などに出演するようになると、本番組に出演しなくなった。クリスがゲストの際は自身がコーナーMCとなって「歌謡タイムリープ」というコーナーも設けていた。このコーナーで扱う内容は『ミュージック・モア』と類似する内容もあった。
  - 箕輪は自身の不祥事以降、出演を自粛している。

水曜日
- 松田ゆう姫（ミュージシャン。2021年4月7日 - ）
  - 歴代最年少のレギュラーコメンテーター。

- ヒコロヒー（お笑いタレント。2021年11月3日 - ）
  - 2021年7月23日放送回、同年8月24日放送回にゲストコメンテーターとして出演。

木曜日
毎週、基本的にコメンテーター席の机上に呼び鈴が置かれている。
- 岩井志麻子（作家。2005年4月6日 - ）
  - 現在のコメンテーターで唯一、番組放送開始時から出演している。2005年9月までは水曜レギュラー。

- 中瀬ゆかり（『新潮社』出版部執行役員。2005年10月6日 - ）
  - 『サンデーモーニング』などの番組でコメンテーターを務めてきた。
  - 2008年9月までは「新潮45編集長」の肩書きで出演。2011年3月まで「週刊新潮部長職編集委員」の肩書きで出演したが、同年4月に新潮社出版部へ異動し「出版部部長」の肩書きで出演。その後、執行役員に昇格したことを受けて、2024年4月からは「出版部執行役員」の肩書きで出演している。
  - 2005年9月16日にゲストコメンテーターとして出演。
  - 同じ木曜日の午前中に垣花とは『垣花正あなたとハッピー!』（ニッポン放送）で共演している。

- その他よく出演するゲストとして、平山夢明がいる。

金曜日
通常は中尾と、毎週異なるゲストコメンテーター1名の構成。2011年1月から2020年2月まで、月1レギュラーを設けていた。
- 中尾ミエ（歌手・女優。2009年4月3日 - ）
  - 後述する淡路恵子がレギュラーになるまでは、歴代最年長のレギュラーコメンテーターであった。
  - 2009年3月6日にゲストコメンテーターとして出演。

- その他よく出演するゲストとして、池畑慎之介、諸星和己などがいる。

### 過去のコメンテーター
※以下、伸縮型のメニューとして掲載する。右にある[表示]をクリックすると一覧表示される。

### 歴代のコメンテーター
| 期間                    | 月曜日                         | 月曜日                         | 火曜日       | 火曜日                    | 水曜日              | 水曜日                             | 木曜日             | 木曜日             | 金曜日                            | 金曜日              | 金曜日   |
| ----------------------- | ------------------------------ | ------------------------------ | ------------ | ------------------------- | ------------------- | ---------------------------------- | ------------------ | ------------------ | --------------------------------- | ------------------- | -------- |
| 2005年04月 - 2005年06月 | 前田耕陽 布川敏和 （隔週交代） | 前田耕陽 布川敏和 （隔週交代） | 女探偵ナオミ | 女探偵ナオミ              | 岩井志麻子          | 岩井志麻子                         | 高山善廣           | 高山善廣           | ゲスト                            | （不在）            | （不在） |
| 2005年07月 - 2005年09月 | 前田耕陽 布川敏和 （隔週交代） | 前田耕陽 布川敏和 （隔週交代） | 女探偵ナオミ | 女探偵ナオミ              | 岩井志麻子          | 岩井志麻子                         | マツコ・デラックス | マツコ・デラックス | ゲスト                            | （不在）            | （不在） |
| 2005年10月 - 2006年03月 | 女探偵ナオミ                   | 前田耕陽 布川敏和 （隔月交代） | 富田たかし   | さかもと未明              | マツコ・ デラックス | 若林史江                           | 岩井志麻子         | 中瀬ゆかり         | ゲスト                            | （不在）            | （不在） |
| 2006年04月 - 2007年03月 | さかもと未明                   | 前田耕陽                       | 富田たかし   | 北斗晶                    | マツコ・ デラックス | 若林史江                           | 岩井志麻子         | 中瀬ゆかり         | ゲスト                            | （不在）            | （不在） |
| 2007年04月 - 2008年03月 | さかもと未明                   | ダンカン                       | だいたひかる | 北斗晶                    | マツコ・ デラックス | 若林史江                           | 岩井志麻子         | 中瀬ゆかり         | ゲスト                            | トニー・ クロスビー | （不在） |
| 2008年04月 - 2008年06月 | 中村うさぎ                     | ダンカン                       | だいたひかる | 北斗晶                    | マツコ・ デラックス | 若林史江                           | 岩井志麻子         | 中瀬ゆかり         | ゲスト                            | トニー・ クロスビー | 神林広恵 |
| 2008年06月 - 2008年07月 | 中村うさぎ                     | ダンカン                       | だいたひかる | 北斗晶                    | マツコ・ デラックス | ゲスト                             | 岩井志麻子         | 中瀬ゆかり         | ゲスト                            | トニー・ クロスビー | 神林広恵 |
| 2008年07月 - 2009年03月 | 神林広恵                       | ダンカン                       | だいたひかる | 北斗晶                    | マツコ・ デラックス | 中村うさぎ                         | 岩井志麻子         | 中瀬ゆかり         | ゲスト                            | トニー・ クロスビー | （不在） |
| 2009年03月 - 2009年09月 | 若林史江                       | マツコ・ デラックス            | だいたひかる | 北斗晶                    | 倉田真由美          | 中村うさぎ                         | 岩井志麻子         | 中瀬ゆかり         | ゲスト                            | 中尾ミエ            | （不在） |
| 2009年10月 - 2010年12月 | 若林史江                       | マツコ・ デラックス            | だいたひかる | 北斗晶                    | 美保純              | 中村うさぎ                         | 岩井志麻子         | 中瀬ゆかり         | ゲスト                            | 中尾ミエ            | （不在） |
| 2011年01月 - 2011年03月 | 若林史江                       | マツコ・ デラックス            | だいたひかる | 北斗晶                    | 美保純              | 中村うさぎ                         | 岩井志麻子         | 中瀬ゆかり         | ゲスト （月1・上杉隆）            | 中尾ミエ            | （不在） |
| 2011年04月 - 2011年09月 | 若林史江                       | マツコ・ デラックス            | ちはる       | 北斗晶                    | 美保純              | 中村うさぎ                         | 岩井志麻子         | 中瀬ゆかり         | ゲスト （月1・上杉隆）            | 中尾ミエ            | （不在） |
| 2011年10月 - 2012年10月 | 若林史江                       | マツコ・ デラックス            | 岡本夏生     | 北斗晶                    | 美保純              | 中村うさぎ                         | 岩井志麻子         | 中瀬ゆかり         | ゲスト （月1・上杉隆）            | 中尾ミエ            | （不在） |
| 2012年11月 - 2013年02月 | 若林史江                       | マツコ・ デラックス            | 岡本夏生     | 北斗晶                    | 美保純              | 中村うさぎ                         | 岩井志麻子         | 中瀬ゆかり         | ゲスト （月1・上杉隆、 淡路恵子） | 中尾ミエ            | （不在） |
| 2013年02月 - 2013年05月 | 若林史江                       | マツコ・ デラックス            | 岡本夏生     | ゲスト                    | 美保純              | 中村うさぎ                         | 岩井志麻子         | 中瀬ゆかり         | ゲスト （月1・上杉隆、 淡路恵子） | 中尾ミエ            | （不在） |
| 2013年05月 - 2013年08月 | 若林史江                       | マツコ・ デラックス            | 岡本夏生     | 北斗晶                    | 美保純              | 中村うさぎ                         | 岩井志麻子         | 中瀬ゆかり         | ゲスト （月1・上杉隆）            | 中尾ミエ            | （不在） |
| 2013年09月 - 2014年01月 | 若林史江                       | マツコ・ デラックス            | 岡本夏生     | 北斗晶                    | 美保純              | ゲスト                             | 岩井志麻子         | 中瀬ゆかり         | ゲスト （月1・上杉隆）            | 中尾ミエ            | （不在） |
| 2014年02月 - 2014年03月 | 若林史江                       | マツコ・ デラックス            | 岡本夏生     | 北斗晶                    | 美保純              | 中村うさぎ                         | 岩井志麻子         | 中瀬ゆかり         | ゲスト （月1・上杉隆）            | 中尾ミエ            | （不在） |
| 2014年04月 - 2015年02月 | 若林史江                       | マツコ・ デラックス            | 岡本夏生     | 北斗晶                    | 美保純              | 中村うさぎ                         | 岩井志麻子         | 中瀬ゆかり         | ゲスト （月1・堀江貴文）          | 中尾ミエ            | （不在） |
| 2015年02月 - 2015年03月 | 若林史江                       | マツコ・ デラックス            | 岡本夏生     | 北斗晶                    | 美保純              | ゲスト                             | 岩井志麻子         | 中瀬ゆかり         | ゲスト （月1・堀江貴文）          | 中尾ミエ            | （不在） |
| 2015年04月 - 2015年06月 | 若林史江                       | マツコ・ デラックス            | 岡本夏生     | 北斗晶                    | 美保純              | ゲスト （隔週・江原啓之）          | 岩井志麻子         | 中瀬ゆかり         | ゲスト （月1・堀江貴文）          | 中尾ミエ            | （不在） |
| 2015年07月 - 2015年09月 | 若林史江                       | マツコ・ デラックス            | 岡本夏生     | 北斗晶                    | 美保純              | 江原啓之 おおたわ史絵 （隔週交代） | 岩井志麻子         | 中瀬ゆかり         | ゲスト （月1・堀江貴文）          | 中尾ミエ            | （不在） |
| 2015年09月 - 2016年03月 | 若林史江                       | マツコ・ デラックス            | 岡本夏生     | ゲスト                    | 美保純              | 江原啓之 おおたわ史絵 （隔週交代） | 岩井志麻子         | 中瀬ゆかり         | ゲスト （月1・堀江貴文）          | 中尾ミエ            | （不在） |
| 2016年04月 - 2016年11月 | 若林史江                       | マツコ・ デラックス            | 岩下尚史     | ゲスト                    | 美保純              | 江原啓之 おおたわ史絵 （隔週交代） | 岩井志麻子         | 中瀬ゆかり         | ゲスト （月1・堀江貴文）          | 中尾ミエ            | （不在） |
| 2016年12月 - 2017年02月 | 若林史江                       | マツコ・ デラックス            | 岩下尚史     | ゲスト （不定期・北斗晶） | 美保純              | 江原啓之 おおたわ史絵 （隔週交代） | 岩井志麻子         | 中瀬ゆかり         | ゲスト （月1・堀江貴文）          | 中尾ミエ            | （不在） |
| 2017年03月 - 2017年05月 | ゲスト                         | マツコ・ デラックス            | 岩下尚史     | ゲスト （不定期・北斗晶） | 美保純              | 江原啓之 おおたわ史絵 （隔週交代） | 岩井志麻子         | 中瀬ゆかり         | ゲスト （月1・堀江貴文）          | 中尾ミエ            | （不在） |
| 2017年05月 - 2020年02月 | 若林史江                       | マツコ・ デラックス            | 岩下尚史     | ゲスト （不定期・北斗晶） | 美保純              | 江原啓之 おおたわ史絵 （隔週交代） | 岩井志麻子         | 中瀬ゆかり         | ゲスト （月1・堀江貴文）          | 中尾ミエ            | （不在） |
| 2020年03月 - 2020年05月 | 若林史江                       | マツコ・ デラックス            | 岩下尚史     | ゲスト （不定期・北斗晶） | 美保純              | 江原啓之 おおたわ史絵 （隔週交代） | 岩井志麻子         | 中瀬ゆかり         | ゲスト                            | 中尾ミエ            | （不在） |
| 2020年06月 - 2021年03月 | 若林史江                       | マツコ・ デラックス            | 岩下尚史     | 北斗晶                    | 美保純              | 江原啓之 おおたわ史絵 （隔週交代） | 岩井志麻子         | 中瀬ゆかり         | ゲスト                            | 中尾ミエ            | （不在） |
| 2021年04月 - 2021年08月 | 若林史江                       | マツコ・ デラックス            | 岩下尚史     | 北斗晶                    | 松田ゆう姫          | 杉田陽平                           | 岩井志麻子         | 中瀬ゆかり         | ゲスト                            | 中尾ミエ            | （不在） |
| 2021年09月              | 若林史江                       | マツコ・ デラックス            | ゲスト       | 北斗晶                    | 松田ゆう姫          | 杉田陽平                           | 岩井志麻子         | 中瀬ゆかり         | ゲスト                            | 中尾ミエ            | （不在） |
| 2021年10月              | 若林史江                       | マツコ・ デラックス            | 岩下尚史     | 北斗晶                    | 松田ゆう姫          | ゲスト                             | 岩井志麻子         | 中瀬ゆかり         | ゲスト                            | 中尾ミエ            | （不在） |
| 2021年11月              | 若林史江                       | マツコ・ デラックス            | 岩下尚史     | 北斗晶                    | 松田ゆう姫          | ヒコロヒー                         | 岩井志麻子         | 中瀬ゆかり         | ゲスト                            | 中尾ミエ            | （不在） |
| 2021年12月 - 2022年01月 | ゲスト                         | マツコ・ デラックス            | 岩下尚史     | 北斗晶                    | 松田ゆう姫          | ヒコロヒー                         | 岩井志麻子         | 中瀬ゆかり         | ゲスト                            | 中尾ミエ            | （不在） |
| 2022年2月 -             | 若林史江                       | マツコ・ デラックス            | 岩下尚史     | 北斗晶                    | 松田ゆう姫          | ヒコロヒー                         | 岩井志麻子         | 中瀬ゆかり         | ゲスト                            | 中尾ミエ            | （不在） |

## 黒船特派員
情報の開国を迫る目的で採用された外国人リポーター。2013年4月以降は、ハーフの日本人も含まれている。
- 2006年4月3日から登場。2007年3月30日までは「黒船ボーイズ」という名称であったが、同年4月2日に「黒船特派員」に改称し、各リポーターの担当曜日がシャッフルされた。
- 2017年5月1日からは「イメージカラー」が各曜日に与えられている[注 25]。
- 2021年7月 - 12月の火曜日黒船特派員は、前任であるコーヘン会の卒業に伴い「WEEKLY黒船特派員」が務めた。
- 2022年10月3日以降、月曜日黒船特派員は、前任のマリア・テレサ・ガウの卒業に伴い不在。
- 2025年4月・5月の火曜日黒船特派員は、前任のリンドウ卒業に伴い「黒船特派員候補生」が務めた。

### 現在の出演者
- トキ（2025年4月15日、5月13日・27日、6月3日 - ：火曜）
  - 2000年5月18日生まれ。
  - 大阪府生まれ、兵庫県育ち。13歳頃から東京都在住。
  - 日本とアメリカのダブル。モデルやフリーカメラマンとして活動。
  - 2025年4月・5月は「黒船特派員候補生」として出演。
  - 2025年6月からレギュラー出演。
- 小原ブラス（2018年9月19日・2019年4月3日 - ：水曜）
  - イメージカラーは  
  - ロシア生まれ関西育ち。アイクが休みの為ピンチヒッターとして出演。
  - 2019年度からレギュラー出演
  - 2019年8月7日、美保純が夏休みの為ゲストコメンテーターとして出演。

- ジョナサン・シガー（Jonathan Sieger 2006年4月10日 - 11月13日・2007年1月15日 - 3月26日：月曜、同年4月5日 - ：木曜）
  - イメージカラーは  
  - アメリカ国籍だが、台湾生まれ群馬県高崎市育ち。
  - 黒船特派員が創設された2006年4月から出演し続け、就任期間は全黒船特派員の中で最も長い。

- ケント（Kento Sewell 2025年4月4日 - ：金曜）日本とイギリスのハーフ。
  - 2015年7月13日生まれ。
  - イメージカラーは 。
  - こども黒船特派員（4人目）。日本語と英語が堪能。
  - 『日刊BINKANランキング』等のコーナーで卑猥な内容が入る際は、ケントの耳に届かないようにランプが光るのと同時に無音のヘッドホンを被って対応している。

### 過去の出演者
※以下、伸縮型のメニューとして掲載する。右にある［表示］をクリックすると一覧表示される。

### 夢中ボーイズ
番組初年度の翌2006年3月まで日本人モデルらで編成された日替わりレポーター。番号が跳んでいるのは番組開始当初、曜日の担当ボーイズが2名だった事の名残り（下記の担当曜日は1人制になって以降のもの）。
- 前田晶之（NO.5 月曜日担当）
- Shin-ichi（NO.7 火曜日担当）
- 野嶋廉（NO.2 水曜日担当）
- 野村浩（NO.6 木曜日担当）
2006年12月31日の「大晦日に夢中」の再現VTRに出演。
- TAKUTO（NO.8 金曜日担当）
- 池上智治（NO.11 金曜日担当）
- 蓬莱大介（NO.18 金曜日担当）
2015年4月1日の「追跡!ベスト8」にVTR出演。
- 前田司（初期夢中ボーイズ、番号不明）

## VIPゲスト
- ジョディ・フォスター（2016年6月2日、監督作である映画『マネーモンスター』告知のため[54]）
- サモ・ハン・キンポー（2017年4月4日）
- リュック・ベッソン（2018年3月14日）[55]
- リチャード・カーペンター（2018年12月11日）[56]
- ラーム・チャラン（2022年10月20日）[57]
- N・T・ラーマ・ラオ・ジュニア（2022年10月20日）[57]
- イ・ジョンジェ（2023年8月31日）[58]
- カイリー・ミノーグ（2024年11月6日）[59]

## 番組コーナー
44分以降の曜日毎コーナー、生投票の最終結果、黒船天気予報は放送されない。

### 現在放送中の毎日行われているコーナー
※以下、伸縮型のメニューとして掲載する。右にある[表示]をクリックすると一覧表示される。

### 終了したコーナー
※以下、伸縮型のメニューとして掲載する。右にある[表示]をクリックすると一覧表示される。

## タイムテーブル
2025年4月現在。下記は概略で、状況により前後したり変更することがある。
| 時間          | 月曜日                                                                     | 火曜日                                                                     | 水曜日                                                                     | 木曜日                                                                     | 金曜日                                                                     |
| ------------- | -------------------------------------------------------------------------- | -------------------------------------------------------------------------- | -------------------------------------------------------------------------- | -------------------------------------------------------------------------- | -------------------------------------------------------------------------- |
| 17:00 - 17:05 | オープニング・生投票のテーマ発表 ※金曜のみゲスト紹介を含む                 | オープニング・生投票のテーマ発表 ※金曜のみゲスト紹介を含む                 | オープニング・生投票のテーマ発表 ※金曜のみゲスト紹介を含む                 | オープニング・生投票のテーマ発表 ※金曜のみゲスト紹介を含む                 | オープニング・生投票のテーマ発表 ※金曜のみゲスト紹介を含む                 |
| 17:06 - 17:23 | 日刊BINKANランキング                                                       | 日刊BINKANランキング（前半）                                               | 日刊BINKANランキング（前半）                                               | 日刊BINKANランキング（前半）                                               | 日刊BINKANランキング（前半）                                               |
| 17:23 - 17:30 | 週替わりコーナー                                                           | 追跡! ※別のコーナーの場合有り                                              | 追跡! ※別のコーナーの場合有り                                              | 追跡! ※別のコーナーの場合有り                                              | ケントの大きなお世話ですが…                                                |
| 17:30 - 17:32 | 生投票の途中結果発表                                                       | 生投票の途中結果発表                                                       | 生投票の途中結果発表                                                       | 生投票の途中結果発表                                                       | 生投票の途中結果発表                                                       |
| 17:32 - 17:43 | 週替わりコーナー                                                           | 日刊BINKANランキング（後半）                                               | 日刊BINKANランキング（後半）                                               | 日刊BINKANランキング（後半）                                               | 日刊BINKANランキング（後半）                                               |
| 17:43 - 17:53 | 一緒にやっつけ晩ごはん! 定食編                                             | 週替わり企画                                                               | 週替わり企画                                                               | 週替わり企画                                                               | ゲストコーナー ゲストに因んだ単発企画                                      |
| 17:53 - 17:55 | 生投票の最終結果発表                                                       | 生投票の最終結果発表                                                       | 生投票の最終結果発表                                                       | 生投票の最終結果発表                                                       | 生投票の最終結果発表                                                       |
| 17:55 - 17:57 | 全国津々浦々 ライブカメラ天気予報 ※時間の都合上休止あり                    | 黒船天気予報 ※時間の都合上休止あり                                         | 小原ブラスの 黒船天気予報 ※時間の都合上休止あり                            | ジョナサンの 黒船天気予報 ※時間の都合上休止あり                            | ケントの スタ誕天気予報                                                    |
| 17:57 - 17:59 | 番組へのメッセージ、エンディング ※木曜は翌日の、金曜は翌週のゲスト紹介あり | 番組へのメッセージ、エンディング ※木曜は翌日の、金曜は翌週のゲスト紹介あり | 番組へのメッセージ、エンディング ※木曜は翌日の、金曜は翌週のゲスト紹介あり | 番組へのメッセージ、エンディング ※木曜は翌日の、金曜は翌週のゲスト紹介あり | 番組へのメッセージ、エンディング ※木曜は翌日の、金曜は翌週のゲスト紹介あり |

## 特別番組
※以下、伸縮型のメニューとして掲載する。右にある[表示]をクリックすると一覧表示される。

## 姉妹番組

### 宣伝に夢中!
『5時に夢中！』のスピンオフ番組。都内のお得な情報・イベントと、今週のTOKYO MXの注目番組などを紹介するミニ番組。司会は、垣花正。

#### レギュラー放送
2025年4月6日に放送開始。毎週日曜 11:55 - 12:00に放送。

### 5時に夢中!サタデー
2011年4月2日 - 2014年3月22日に放送していた、当番組の土曜日版（生放送）。基本構成は当番組とほぼ同様。

### 夢中にサンデー!
当番組の日曜日版であるが、生放送ではなく、内容自体はテレビショッピングである。テーマソングや番組のロゴデザイン、スタジオセット等は当番組と同一である。

#### レギュラー放送
2012年6月10日-2013年9月27日に、月2回（概ね第1・第2日曜）放送。
- MC
  - 長瀬真
- レギュラー出演
  - ダイアナ・エクストラバガンザ
    - 前述の「おママ対抗歌合戦」にレギュラー出演している（2015年の第6回は『バラいろダンディ』枠として、おママと共に出場者として出演）
    - 2012年6月6日に当番組の番宣で『5時に夢中!』にゲスト出演
    - 2013年3月8日に、『5時に夢中!』のゲストコメンテーターとして出演（田原総一朗の体調不良に伴う代打）
- リポーター（どちらか1名が出演）
  - 中村悠斗（番組開始当時は、『5時に夢中!』金曜日黒船特派員）
  - ティアナチカ（番組開始当時は、『5時に夢中!サタデー』黒船特派員）

#### 特番
2015年11月15日の19:00 - 20:00に、『開局20周年 大復活! 夢中にサンデー! 超ド級お買い物SP!』として、およそ2年ぶりの復活特番として放送。2015年12月23日の21:00 - 21:55に再放送。痛チャリの応募受付が既に終了していたため、当該箇所をカットして5分短縮して放送。
- MC
  - 長瀬真（レギュラー放送時から続投）
- スタジオ出演
  - ダイアナ・エクストラバガンザ（レギュラー放送時から続投、放送当時は『バラいろダンディ』金曜バーディ）
  - 稲川英里（自身が声優を務める『SHOW BY ROCK!!』のオフィシャル痛チャリ（ROCK（ロック）に因み、税別699,999円）のプレゼンターとして、担当しているシアンの格好で出演）
- リポーター
  - ジョナサン・シガー（放送当時は、『5時に夢中!』木曜日黒船特派員）
  - マリア・テレサ・ガウ（放送当時は、『5時に夢中!』月曜日黒船特派員）

## 主なスタッフ
- 構成：小早川すすむ、佐々木加奈子、根本幸大、竹越陵、今泉翔太、鈴木遼、芦沢忠助教授、久保田将貴、いまなみゆうすけ、後藤祐生、高橋邦彦、川口夢斗
- 照明：共立ライティング
- 音響効果：アーツポート企画
- 技術協力：COSMO SPACE
- デスク：野村真実
- AD：中山友梨子、奥山颯斗、久我龍聖、野原啓汰、加納桂吾、太田星花、久保田天夢、今藤健一、鴻野梓織、上代笑美
- ディレクター：月）藤田将平／火）荒田幸広／水）磯田裕介／木）鰐渕泰啓／金）山田祐輔
- 総合演出：宮崎智史
- プロデューサー：丹波忠寛
- 製作著作：TOKYO MX